# Frans ten Bos
Frans Herman ten Bos (Londen, 21 april 1937 – Dundee, 1 september 2016) was een Brits rugbyspeler van Nederlandse komaf. Hij kwam 17 keer uit voor het Schotse rugbyteam in de jaren 60 van de 20e eeuw. 
Ten Bos studeerde aan het Fettes College in Edinburgh, waar hij in contact kwam met rugby. Later speelde hij voor Oxford University RFC en London Scottish FC.
Zijn selectie voor de wedstrijd Schotland-Ierland in 1960 leidde tot controverse. Hij werd namelijk niet geselecteerd omdat hij nog herstellende zou zijn van een blessure. Volgens sportcommentator Bill McLaren nam hij echter wel deel aan de voorbereiding en had Ten Bos zelf gemeld wedstrijdfit te zijn. Ten Bos scoorde in 1962 in de wedstrijd Wales-Schotland in Cardiff een try, waardoor Schotland voor het eerst in 35 jaar won in een uitwedstrijd tegen Wales. De uitslag van de wedstrijd was 8-3 voor Schotland. 
Hij werd voorzitter van Henderson Strata Investments.
In 1973 werd een profiel van Ten Bos gepubliceerd in het augustusnummer van Rugby World.